# Клавішник
Кла́вішник (розмовне) — музикант в музичному гурті, що грає на «клавішах», тобто клавішному музичному інструменті, у переважній більшості випадків електронному.
Як правило, від клавішника не вимагається віртуозної гри на своєму інструменті (на відміну від професії піаніста), оскільки електронні клавішні інструменти надають можливість запрограмувати будь-яку послідовність звуків заздалегідь (засобами MIDI), а також користуватись набором автоакомпанементів, проте від клавішника вимагається знання технології MIDI, що не вимагається від піаністів.
У джазовій музиці, де широко застосовується електропіаніно — поняття «клавішник» та «піаніст» фактично ідентичні. Нерідко джазові музиканти є віртуозними виконавцями і на електропіаніно і на акустичному фортепіано. Джазовими музикантами, що грали (або грають) на клавішних інструментах, були (є) Чік Коріа, Іумер Діодато (Eumir Deodato), Біл Еванс, Гербі Генкок (Herbie Hancock), Кіт Джарретт (Keith Jarrett), Бредлі Джозеф, Джиммі Сміт, Джо Завінул.